# Carallia papuana
Carallia papuana là một loài thực vật có hoa trong họ Rhizophoraceae. Loài này được Ding Hou mô tả khoa học đầu tiên năm 1958.